# 內名站
內名站（日语：／ Uchina eki */?）是位於廣島縣庄原市東城町竹森，西日本旅客鐵道（JR西日本）的藝備線車站。

## 歷史
- 1955年（昭和30年）7月20日 - 藝備線備後八幡至小奴可之間開設此站。
  - 當時車站地址為廣島縣比婆郡東城町（日语：東城町）竹森。
- 1987年（昭和62年）4月1日 - 伴隨國鐵分割民營化，車站由西日本旅客鐵道（JR西日本）營運。
- 2005年（平成17年）3月31日 - 隨著庄原市（第二次）成立，車站地址變為廣島縣庄原市東城町竹森。

## 車站構造
車站是一座地面車站，設有1面1線的單式月台，備後落合方向的列車會開啟右邊車門。新見方向和三次方向的列車使用同一月台。不設站房，車站出入口直接連接月台。月台上設有候車室。
此站是由新見站管理的無人車站，不設自動售票機。

## 使用狀況
以下為近年1日平均乘車人次列表。
| 年度               | 1日平均 乘車人次 | 參考資料    |
| ------------------ | ---------------- | ----------- |
| 1981年（昭和56年） | 17               |             |
|                    |                  |             |
| 2002年（平成14年） | 0                | [ 1 ]       |
| 2003年（平成15年） |                  |             |
| 2004年（平成16年） |                  |             |
| 2005年（平成17年） |                  |             |
| 2006年（平成18年） |                  |             |
| 2007年（平成19年） |                  |             |
| 2008年（平成20年） |                  |             |
| 2009年（平成21年） |                  |             |
| 2010年（平成22年） |                  |             |
| 2011年（平成23年） | 1                | [ 2 ]       |
| 2012年（平成24年） | 1                | [ 2 ]       |
| 2013年（平成25年） | 1                | [ 2 ]       |
| 2014年（平成26年） | 1                | [ 2 ] [ 3 ] |
| 2015年（平成27年） | 1                | [ 2 ]       |
| 2016年（平成28年） | 0                | [ 2 ]       |
| 2017年（平成29年） | 3                | [ 2 ]       |
| 2018年（平成30年） | 2                |             |

## 車站周邊
- 成羽川（日语：成羽川）
- 廣島縣道450號內堀備後八幡停車場線（日语：広島県道450号内堀備後八幡停車場線）

## 相鄰車站
西日本旅客鐵道（JR西日本）
 藝備線
■快速、■普通
備後八幡－內名－小奴可

## 注腳
1. ↑  「飲食・小売の出店を科学する出店戦略情報局」之存檔數據
2. 1 2 3 4 5 6 7  國土數値情報 不同站的上下車人次數據
3. ↑   (PDF). 庄原市. 2016年3月  [2017-09-06]. （原始内容存档 (PDF)于2017-09-06） （日语）.

## 外部連結
- 內名｜車站資訊：JR出門網 - 西日本旅客鐵道（日語）